# Spławie Wielkie
Spławie Wielkie – zlikwidowany wąskotorowy przystanek kolejowy w Spławiu, na wąskotorowej linii kolejowej Rakoniewice Wąskotorowe – Krzywiń, w powiecie kościańskim, w województwie wielkopolskim, w Polsce.